# Musotima incrustalis
Musotima incrustalis is een vlinder uit de familie van de grasmotten (Crambidae). De wetenschappelijke naam van de soort werd in 1895 gepubliceerd door Pieter Snellen.
De soort komt voor in Java.